# Majestic Theatre
Pour les articles homonymes, voir Majestic.
Le Majestic Theatre est un théâtre de Broadway (245 West 44th Street) à New York. Dessiné par l'architecte Herbert J. Krapp, il contient 1 681 places assises et a été inauguré le 28 mars 1927.

## Productions notables
- 1927 : The Letter; Rio Rita
- 1931 : Simple Simon; The Student Prince
- 1933 : Pardon My English
- 1936 : On Your Toes
- 1937 : Babes in Arms
- 1941 : Hellzapoppin
- 1942 : Porgy and Bess
- 1945 : Carousel
- 1947 : Call Me Mister; Allegro
- 1949 : South Pacific
- 1953 : Me and Juliet
- 1954 : By the Beautiful Sea; Fanny
- 1956 : Happy Hunting
- 1957 : Meredith Willson's The Music Man
- 1960 : Camelot
- 1963 : Tovarich; Hot Spot; Jennie
- 1964 : Anyone Can Whistle; A Funny Thing Happened on the Way to the Forum; Golden Boy
- 1966 : Funny Girl; Breakfast at Tiffany's
- 1967 : Marat/Sade; Fiddler on the Roof
- 1970 : 'Lovely Ladies, Kind Gentlemen
- 1972 : Sugar
- 1973 : A Little Night Music
- 1972 : Sugar
- 1974 : Mack & Mabel
- 1975 : The Wiz
- 1977 : The Act
- 1978 : First Monday in October; Ballroom
- 1979 : I Remember Mama; The Most Happy Fella
- 1980 : Grease; Blackstone! The Magnificent Musical Magic Show; Brigadoon
- 1981 : 42nd Street
- 1988 : The Phantom of the Opera